# Kijevi Anna francia királyné
Kijevi Anna vagy Anna Jaroszlavna (ukránul Анна Ярославна; kb. 1030 – 1075) Bölcs Jaroszláv kijevi nagyfejedelem lánya, I. Henrik francia király felesége. Henrik 1060-as halálát követően régensként kormányzott kiskorú fia, I. Fülöp nevében míg feleségül nem ment IV. Raul vexini grófhoz. Ő alapította Senlis apátságát.

## Élete

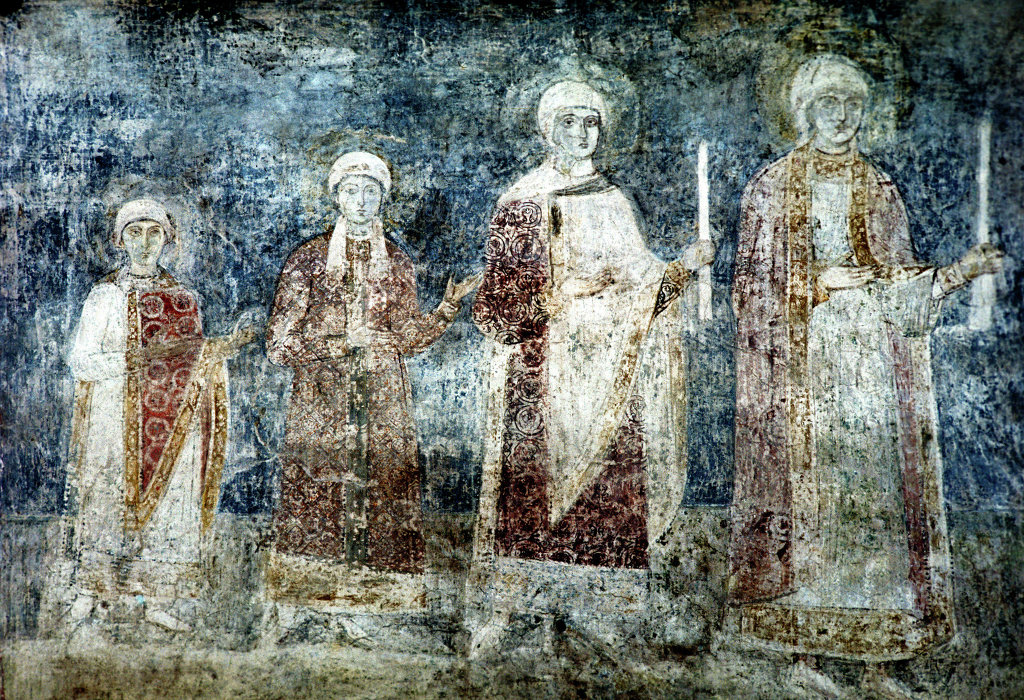
A kijevi Szent Szófia-székesegyház freskója, amely Jaroszláv gyermekeit ábrázolja. Korábban úgy vélték hogy balra az utolsó Anna, de újabban felvetődött, hogy a képen a nagyfejedelem fiai láthatóak)

Anna Bölcs Jaroszláv kijevi nagyfejedelem és második felsége, a svéd Ingegerd Olofsdotter lánya volt. Születésének ideje nem ismert, az egyik lehetséges dátum 1027, más történészek az 1032-őt valószínűsítik (a kijevi krónika szerint ekkor lánya született a nagyfejedelemnek). Valószínűleg ő volt Jaroszláv legfiatalabb lánya. Gyerekkoráról, neveltetéséről, szinte semmit sem tudunk. Feltehetően tudott írni, legalább annyira hogy a nevét leírja; egy 1061-es oklevélen megtalálható cirillbetűs aláírása. Jaroszláv több iskolát is alapított a Ruszban, nagyra becsülte a műveltséget, így valószínűleg gyerekei is a kor színvonalának megfelelő, jó neveltetésben részesültek. Esküvője előtt feltehetően valamennyire megtanult franciául.

### Házassága
1044-ben meghalt Fríziai Matilda, I. Henrik francia király felesége. Mivel az egyház egyre szigorúbban elutasította a rokonházasságokat, az örökös nélküli Henrik messzebb keresett új feleséget. A franciák számára nem volt ismeretlen a Kijevi Rusz és Bölcs Jaroszláv is inkább a nyugati udvarokba házasította ki gyerekeit, hogy elkerülje a túlzott bizánci befolyást.
1049 őszén vagy 1050 tavaszán a király Kijevbe küldte Gauthier meaux-i és Goscelin chauny-i püspököket, valamint más, névről nem ismert követeit. A házassági szerződés vagy a hozomány mértéke nem ismert, csak annyit jegyeztek fel, hogy 1050-ben Anna "gazdag ajándékokkal" hagyta el Kijevet.
Az esküvőre 1051. május 19-én, pünkösdkor került sor. A francia király közel húsz évvel volt idősebb menyasszonyánál. Az ünnepség után Annát egyből megkoronázták; ő volt az első francia királyné, akit a reimsi katedrálisban koronáztak.
Kilenc éves házasságuk alatt Henriknek és Annának három fia született: Fülöp, Róbert (aki korán meghalt) és Hugó. Valószínűleg Anna tette divatossá Nyugat-Európában a görög eredetű, az ortodox kultúrában népszerű Fülöp nevet. Lehet hogy született egy Emma nevű lányuk 1055-ben, de az ő sorsa ismeretlen. A legenda az ő lányuknak tartja a boldoggá avatott Edignát is (aki azonos lehet Emmával, vagy talán nem is létezett).
Királynéként Annának joga volt részt venni a királyi tanács ülésein, de alig van adatunk róla, hogy ezzel élt volna. Henrik egyik 1058-as oklevelében, melyben Saint-Maur-des-Fossés apátságához tartozó falvaknak adományozott kiváltságokat, megjelenik a "feleségem, Anna és gyermekeink, Fülöp, Róbert és Hugó jóváhagyásával" mondat. Annának ebben a régióban voltak a királynéi birtokai.
1059-ben a centralizációs reformtörekvések miatt Henrik konfliktusba került az egyházzal. II. Miklós pápa levelet írt Annának, melyben azt tanácsolta neki, hogy a jogtalanságok kiigazításában hallgasson a lelkiismeretére, lépjen fel az erőszakos elnyomás ellen, és bátorította, hogy hasson férjére annak mérsékeltebb politikája érdekében. A levelet egyes történészek úgy értelmezték, hogy Anna áttért a katolikus vallásra.

### Régenssége

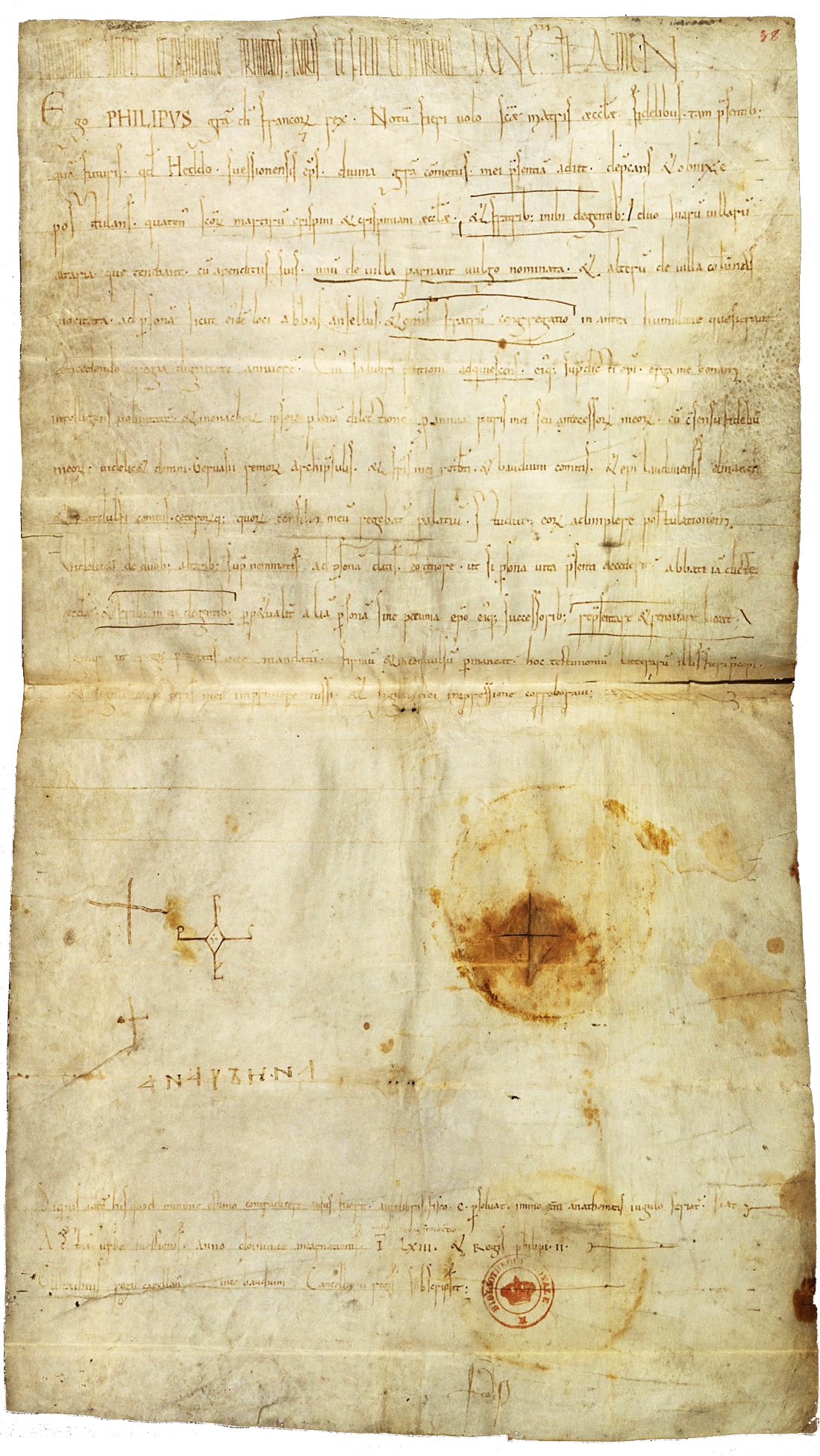
A Fülöp nevében Anna által aláírt oklevél 1061-ből

1060 augusztusában Henrik meghalt és a trónon 8 éves fia, Fülöp követte. Gyámjául V. Balduin flandriai grófot (Henrik sógorát, Adél húgának férjét) jelölték ki. A kormányzatban Anna is jelentős szerepet játszott; egy 1060-as törvényen neve Fülöpé után szerepel és négyszer annyi oklevelet adott ki, mint Balduin. Ő választotta ki Fülöp nevelőjét is, aki az udvarban görög címe alapján volt ismert.
Ebből a korszakból származik Anna egyetlen ismert aláírása is a Saint-Crépin apátjának számára Soissonsban kiadott oklevélen: cirill betűkkel a francia Ana Reina (Anna királynő) szöveg. Valószínű, hogy saját kezűleg vetette pergamenre, vagy ha nem, akkor egy hazai, Rusz-beli írnokának vagy tanácsadójának a munkája.
A következő évtől azonban, amikor ismét férjhez ment, visszavonult a kormányzástól. Második férje IV. Raul, Vexin grófja volt. A házasságot sokan vérfertőzőnek és bigámistának tartották, mert a gróf Henrik unokatestvére volt, ráadásul hivatalosan nem vált el második feleségétől, Haqueneztől (akit hűtlenséggel vádolt és eltaszított magától). Rault ezért az egyház kiközösítette. Fülöp királyt a tanácsadói igyekeztek rávenni, hogy szakítsa meg a kapcsolatot rossz befolyás alá került anyjával. Ralph ennek ellenére a király mostohaapjának nevezte magát. A gróf 1074-ben halt meg, így Anna másodszor is megözvegyült.

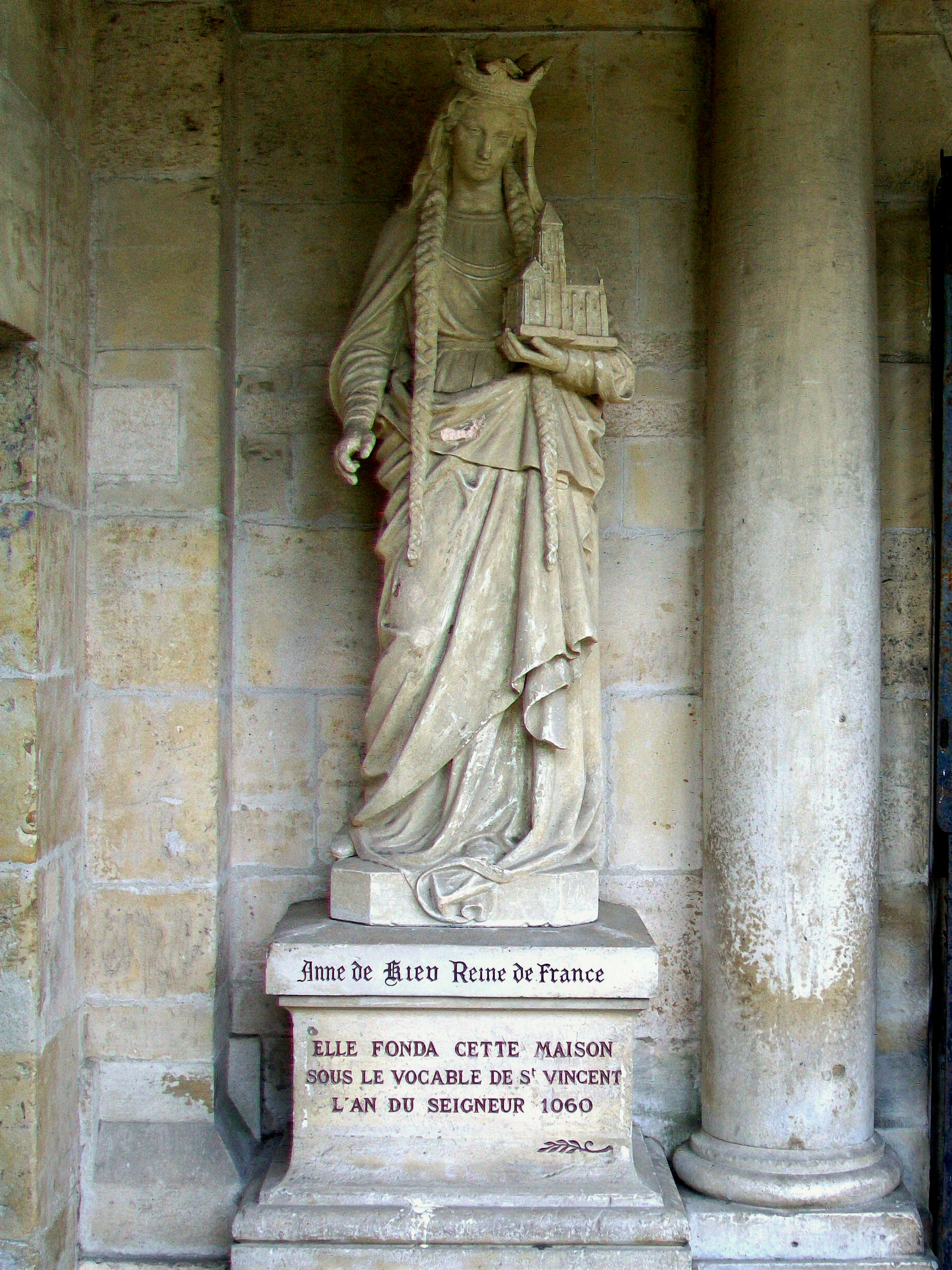
Anna szobra a senlisi Szent Vince-apátságban

1062-ben Anna jelentős összeggel támogatta Senlisben Zaragozai Szent Vince kápolnájának felújítását, kolostort alapított és annak fenntartására megfelelő jövedelmű földbirtokot adományozott. Ehhez kapcsolódó levelében kiütköznek ortodox neveltetésének jellemzői, például a Franciaországban szokásos „Miasszonyunk” vagy „Szűz Mária” helyett a „Mária, Istan anyja” (utalás az Istenszülő ortodox fogalmára) kifejezést használta.

## Halála
Anna halálának pontos ideje nem ismert, a legvalószínűbb dátum 1075. (az utolsó hozzá köthető dokumentum éve) szeptember 5-e (ezen a napon emlékeznek meg róla Senlisben).Fülöp egy 1089-es oklevele alapján akkor már biztosan halott volt.
1682-ben a jezsuita Claude-François Ménestrier bejelentette, hogy Villers cisztercita apátságában megtalálta Anna sírját. Állítását sokan kétkedve fogadták, mert a kolostor csak a 13. században épült, bár lehetséges, hogy utólag vitték át oda a királyné hamvait. Az emlékmű azonban a francia forradalom során megsemmisült.
A 18-19. században, amikor az orosz–francia kulturális és politikai kapcsolatok intenzívebbé váltak, előtérbe került Anna királyné alakja, több életrajzát kiadták. Az érdeklődés később is fennmaradt, a Szovjetunióban 1978-ben film készült „Jaroszlavna, Franciaország királynéja” címmel, Igor Maszlennyikov rendezésében. A Szovjetunióból Amerikába emigrált Antin Rudnytsky operát írt róla Anna Yaroslavna címmel, amelyet 1969-ben mutattak be a Carnegie Hall-ban. 2005-ben az ukrán kormány finanszírozta a királyné szobrának felállítását Senlisben; az alkotást maga Viktor Juscsenko köztársasági elnök leplezte le.

## Fordítás
Ez a szócikk részben vagy egészben  az   Anne of Kiev című angol Wikipédia-szócikk ezen változatának fordításán alapul.  Az eredeti cikk szerkesztőit annak laptörténete sorolja fel. Ez a jelzés csupán a megfogalmazás eredetét és a szerzői jogokat jelzi, nem szolgál a cikkben szereplő információk forrásmegjelöléseként.